# 시편 1편
시편 1편 또는 시편 1장은 시편의 첫 번째 시편이다. 시편은 히브리어 성경의 세 번째 부분이자 기독교 구약의 책이다. 라틴어로 이 시편은 Beatus vir 또는 Beatus vir, qui non abiit로 알려져 있다.
시편은 유대교, 가톨릭, 루터교, 성공회 및 기타 개신교 전례의 정규 부분이다.

## 내용
1 복 있는 사람은 악인들의 꾀를 따르지 아니하며 죄인들의 길에 서지 아니하며 오만한 자들의 자리에 앉지 아니하고
2 오직 여호와의 율법을 즐거워하여 그의 율법을 주야로 묵상하는도다
3 그는 시냇가에 심은 나무가 철을 따라 열매를 맺으며 그 잎사귀가 마르지 아니함 같으니 그가 하는 모든 일이 다 형통하리로다
4 악인들은 그렇지 아니함이여 오직 바람에 나는 겨와 같도다
5 그러므로 악인들은 심판을 견디지 못하며 죄인들이 의인들의 모임에 들지 못하리로다
6 무릇 의인들의 길은 여호와께서 인정하시나 악인들의 길은 망하리로다

### 히브리어 버전
| 절 | 내용                                                                            |
| -- | ------------------------------------------------------------------------------- |
| 1  | אַֽשְֽׁרֵ֥י הָאִ֗ישׁ אֲשֶׁ֚ר לֹ֥א הָלַךְ֘ בַּֽעֲצַ֪ת רְשָׁ֫עִ֥ים וּבְדֶ֣רֶךְ חַ֖טָּאִים לֹ֥א עָמָ֑ד וּבְמוֹשַׁ֥ב לֵ֜צִ֗ים לֹ֣א יָשָֽׁב           |
| 2  | כִּ֚י אִ֥ם־בְּתוֹרַ֥ת יְהֹוָ֗ה חֶ֫פְצ֥וֹ וּבְתֽוֹרָת֥וֹ יֶהְ֜גֶּ֗ה יוֹמָ֥ם וָלָֽיְלָה                                   |
| 3  | וְהָיָ֗ה כְּעֵץ֘ שָׁת֪וּל עַל־פַּלְגֵ֫י מָ֥יִם אֲשֶׁ֚ר פִּרְי֨וֹ \| יִתֵּ֬ן בְּעִתּ֗וֹ וְ֖עָלֵהוּ לֹ֣א יִבּ֑וֹל וְכֹ֖ל אֲשֶׁר־יַֽעֲשֶׂ֣ה יַצְלִֽיחַ |
| 4  | לֹא־כֵ֥ן הָֽרְשָׁעִ֑ים כִּ֥י אִם־כַּ֜מֹּ֗ץ אֲשֶׁר־תִּדְּפֶ֥נּוּ רֽוּחַ                                            |
| 5  | עַל־כֵּ֚ן \| לֹֽא־יָקֻ֣מוּ רְ֖שָׁעִים בַּמִּשְׁפָּ֑ט וְ֜חַטָּאִ֗ים בַּֽעֲדַ֥ת צַדִּיקִֽים                                 |
| 6  | כִּֽי־יוֹדֵ֣עַ יְ֖הֹוָה דֶּ֣רֶךְ צַדִּיקִ֑ים וְדֶ֖רֶךְ רְשָׁעִ֣ים תֹּאבֵֽד                                         |

## 기독교
영국 교회의 공동 기도서에는 시편 1편이 매월 1일 아침에 읽도록 지정되어 있다.
영국 시인 존 밀턴은 1653년에 시편 1편을 영어 구절로 번역했다.
어떤 이들은 시편 1편과 2편, 18편과 19편, 118편과 119편에서 율법과 메시아의 사역을 나란히 본다. 그들은 시편을 펴는 율법과 메시아를 본다.
시편 1권은 '복 있는 사람'으로 시작하고 끝난다. 시편 1~2편이 시작되고 시편 40~41편이 끝난다. 신학자 한스 보어스마(Hans Boersma)는 "아름답게 구성된 첫 번째 책은 시작과 동시에 결론을 내린다"고 말한다. 많은 사람들이 '축복받은 사람이 예수'라고 생각한다.